# Battaglia delle piramidi
La battaglia delle piramidi (in arabo معركة إمبابة‎?, Maʿraka ʿImbābā), anche nota come battaglia di Embabeh, è stata una battaglia combattuta il 21 luglio 1798 tra l'esercito repubblicano francese in Egitto, guidato da Napoleone Bonaparte, contro le forze dei neo-Mamelucchi condotte da Murād Bey e Ibrāhīm Bey. La vittoria contribuì immensamente all'occupazione francese dell'Egitto.

## Contesto storico
Dopo aver ottenuto la pace con l'Austria nel 1797, Napoleone era improvvisamente diventato l'uomo più famoso ed influente di tutta la Francia, venendo più volte additato come "salvatore della patria" dalle folle.
Inizialmente venne a lui affidato il comando dell'Armata d'Inghilterra: il suo compito era di valutare la possibilità di uno sbarco francese sulle isole britanniche e, in caso affermativo, di condurre lì la guerra in qualità di comandante. Dopo svariati mesi, si rese evidente che la superiorità navale della Royal Navy avrebbe reso l'impresa assai complicata.
Assieme a tale rapporto, consegnato il 23 febbraio 1798, Napoleone proponeva tre alternative all'invasione dell'Inghilterra: occupare l'Hannover (unico possedimento inglese sul continente), intavolare delle trattative di pace o invadere l'Egitto. Il Direttorio, intimorito dalla sua fama e dalla sua influenza sulla scena politica, volendo trovare un modo di tenerlo occupato e, se fosse stato possibile, lontano da Parigi, o meglio ancora dalla Francia, optò per la terza proposta.

## Antefatti
Napoleone giunse ad Alessandria d'Egitto il 2 luglio del 1798. La città e la guarnigione al suo interno si arresero velocemente alle truppe francesi. La flotta con l'esercito al completo fece sbarcare gli uomini e si riparò nella baia di Abukir, nel delta del Nilo, cercando una protezione dalle tempeste e dalle navi inglesi che pattugliavano il Mediterraneo.

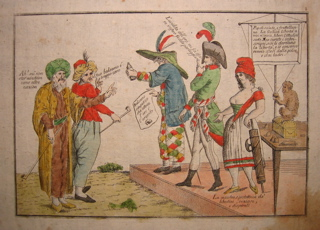
Incisione antinapoleonica dell'epoca della Campagna d'Egitto

Oltre all'esercito, a viaggiare con Napoleone vi era un folto gruppo di studiosi e accademici, tra i migliori intellettuali che la Francia potesse vantare: agli occhi del popolo francese, questa non doveva essere solo una guerra contro l'Inghilterra ma anche una"spedizione scientifica".
Napoleone fece leggere una proclamazione, in cui dichiarava che le armate francesi intendevano liberare l'Egitto dal regime imposto dai Mamelucchi. Decise in seguito di marciare a sud, verso il Cairo, dove l'elite mamelucca risiedeva per governare il paese.
Durante la marcia di 250 km verso il Cairo, il 13 luglio, i francesi si scontrarono per la prima volta contro l'esercito dei mamelucchi. A Shubra Khit i francesi ebbero la meglio, disponendosi a quadrato e rispondendo con il fuoco alle cariche nemiche.

## La battaglia

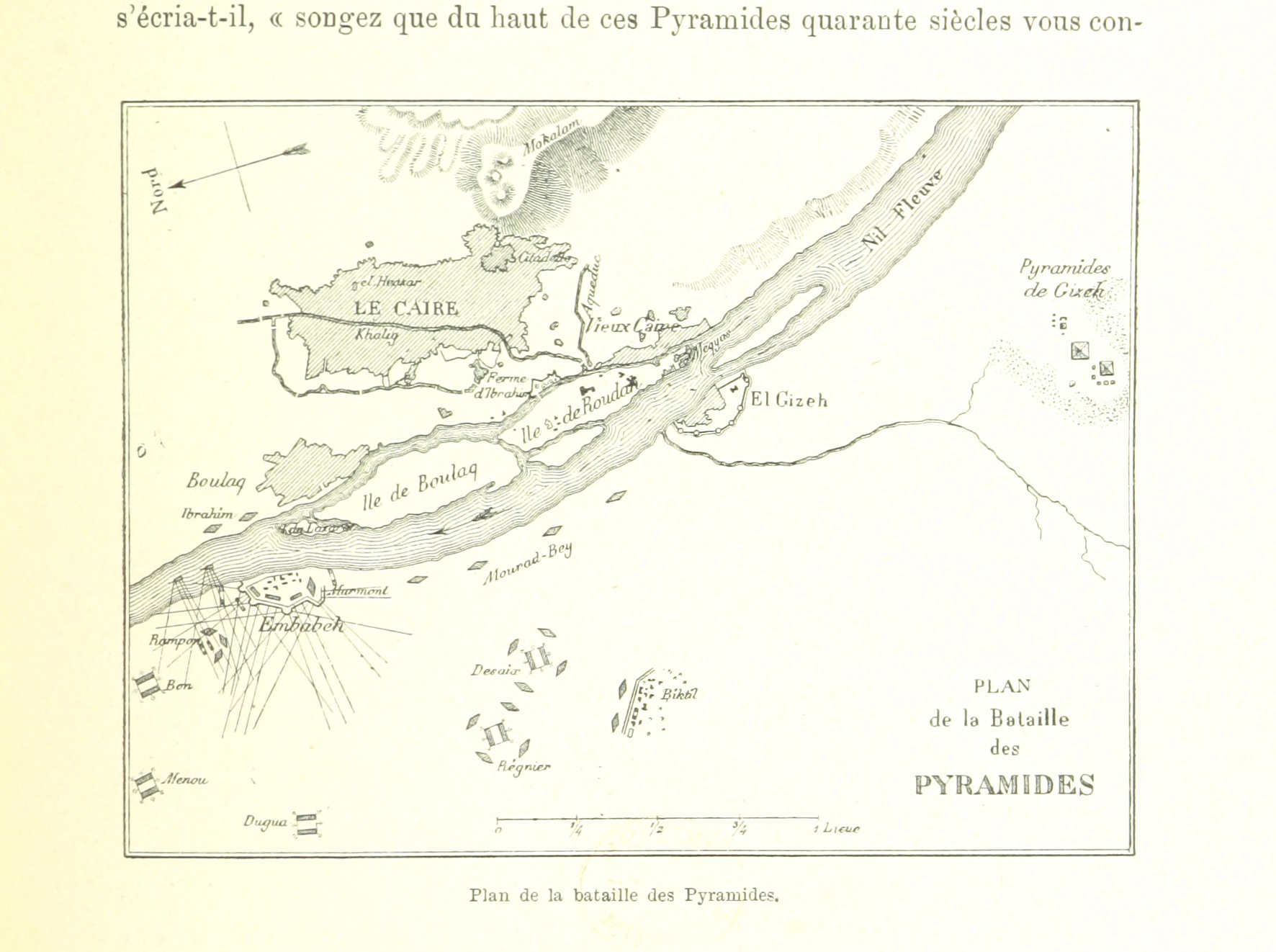
Schema della battaglia delle piramidi

Il 21 luglio, nei pressi del villaggio di Embaleh (oggi inglobato nel Cairo), le forze mamelucche di Murad Bey e Ibrahim Bey intercettarono i francesi. Il luogo dello scontro era a pochi chilometri da Giza, tanto che si riuscivano a vedere le Piramidi in lontananza.
I mamelucchi erano rimasti all'oscuro della politica europea e non conoscevano Napoleone e la fama che si era costruito negli ultimi due anni: pensavano che, data la loro evidente e netta superiorità numerica, sarebbero riusciti a sbarazzarsi degli invasori in fretta. Nonostante le dimensioni, i mamelucchi non possedevano le stesse tecnologie dei francesi: combattevano ancora con scimitarre, archi, scudi e rudimentali armi da fuoco che non reggevano il confronto con gli affidabili moschetti francesi.

Napoleone, consapevole di non poter contrastare direttamente le forze mamelucche, decise di dare alla battaglia un carattere tipicamente difensivo: ordinò ai suoi uomini di disporsi in quadrati, ognuno dei quali avrebbe dovuto contenere gli uomini di un'intera divisione, in modo da non poter essere accerchiati dalla cavalleria mamelucca, una delle migliori dell'epoca. Agli angoli dei quadrati fu piazzata l'artiglieria mentre vagoni, cavalleria e il corpo di scienziati vennero lasciati al centro, in modo da essere protetti.

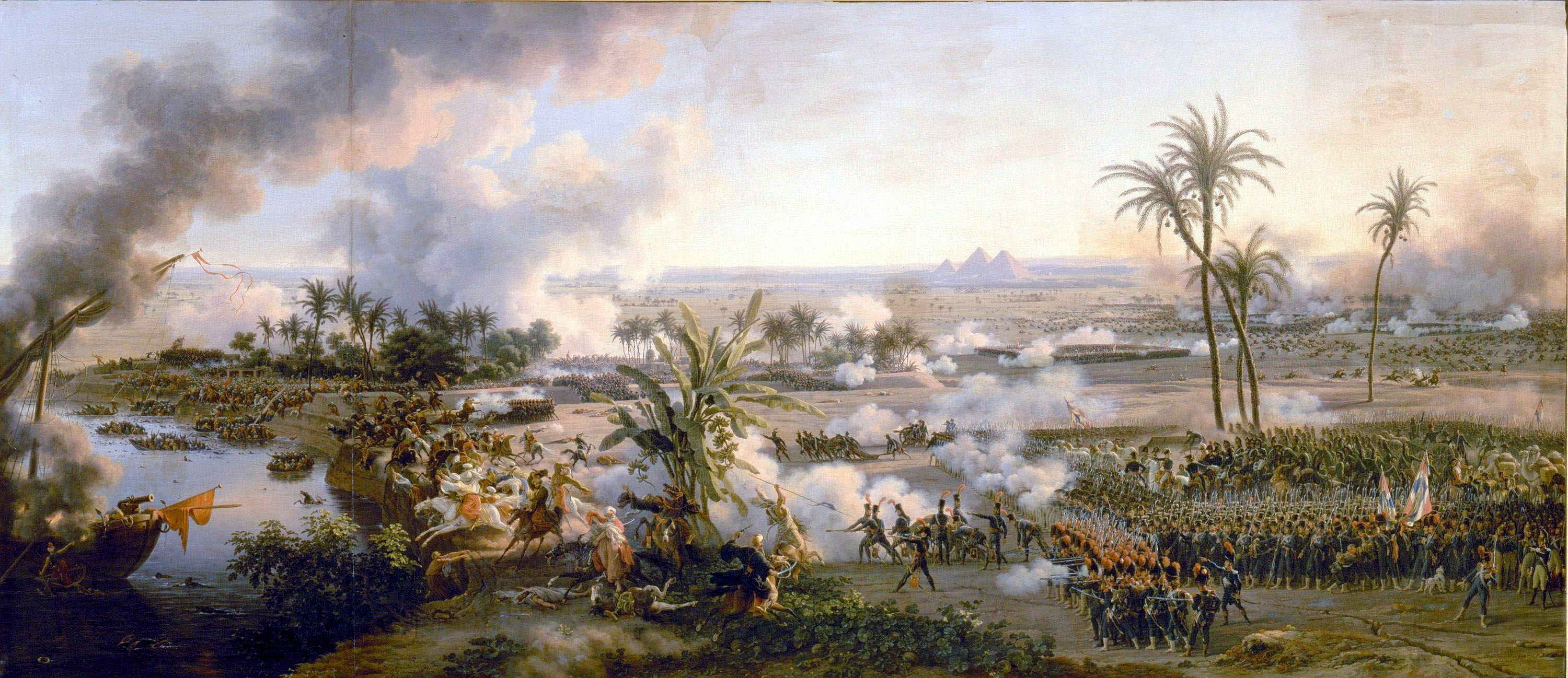
La Battaglia delle Piramidi, Louis-François Lejeune, 1808.

La battaglia dimostrò nuovamente l'evidente superiorità marziale dei francesi: ad ogni carica della cavalleria mamelucca, i francesi rispondevano sistematicamente aprendo il fuoco quando questi erano a circa dieci passi dalla prima fila. Fecero così le divisioni di Desaix e di Reynier, seguite da quella di Bon. Il ciclo si ripeté per due ore. Dopodiché i mamelucchi si ritirarono. Molti di loro si gettarono nel Nilo, tentando di attraversarlo a nuoto: i francesi li colpirono con i loro moschetti. Tutti i cannoni e tutti i vagoni di provviste nemici furono catturati.
Le perdite francesi furono superflue, circa 300 uomini, quasi tutti a causa del fuoco amico tra quadrati diversi piuttosto che a causa dei mamelucchi. Le forze islamiche, invece, subirono perdite ingenti: circa 10 000 uomini morirono in battaglia. Per la fortuna dei soldati francesi, era usanza dei mamelucchi portare con sé in battaglia i risparmi di una vita. Per i mal pagati soldati francesi, un solo cadavere di un nemico poteva valere gli stessi guadagni di anni di duro lavoro. L'occasione non di certo sprecata: "I nostri coraggiosi soldati sono stati largamente ricompensati per le fatiche affrontate", raccontò Berthier nel suo rapporto.

## Conseguenze
Murad Bey fuggì in Alto Egitto, inseguito dalla divisione di Desaix, mentre Ibrahim Bey fuggì verso la Siria.
La battaglia fece guadagnare alla Francia Il Cairo e il Basso Egitto. Essa segnò anche la fine, dopo 700 anni, del dominio mamelucco in Egitto, anche se dai primi del XVI secolo esso guidava l'Egitto in veste di feudatario degli Ottomani. I neo-Mamelucchi erano, assieme all'Ordine di Malta, distrutti da Napoleone poco prima, le ultime vestigia dell'organizzazione politica e militare rimasta dalle crociate.
A dispetto di questo promettente inizio, le speranze di Bonaparte di una gloriosa conquista del Vicino Oriente vennero quasi completamente vanificate dalla vittoria dell'ammiraglio Horatio Nelson 10 giorni dopo.